# Japons
Japons est une commune autrichienne du district de Horn en Basse-Autriche.